# Mort à l'arrivée (film, 1988)
Pour les articles homonymes, voir DOA et Mort à l'arrivée.
Pour plus de détails, voir Fiche technique et Distribution.
Mort à l'arrivée (D.O.A.) est un film noir américain de 1988. Un homme se présente à la police et raconte son enquête sur son propre assassinat.
C’est un remake du film homonyme, Mort à l'arrivée, sorti en 1950, lui-même remake de Der Mann, der seinen Mörder sucht de Robert Siodmak.

## Synopsis
Dexter Cornell, professeur, est un homme en sursis : il a vingt-quatre heures pour trouver la vérité sur l'empoisonnement qui lui sera fatal — il est trop tard pour y remédier. Dans sa course désespérée contre la montre, il sait qu'il ne peut avoir confiance en personne.
Un homme entre dans un commissariat pour signaler un assassinat. Lorsque le policier lui demande qui a été assassiné, l'homme répond : moi. Cet homme, c'est Dexter Cornell qui va faire le récit des dernières trente-six heures.
Dexter était un écrivain prometteur. Une fois connu, il a passé les quatre dernières années à se la couler douce. « Publier ou périr » est la devise de l'université. Cornell aide son ami Hal Petersham, lequel n'a pas son talent, à écrire son premier livre. Pendant qu'ils participent à un cocktail, Nick Lang saute du toit de l'immeuble. À cela, s'ajoute la demande de divorce de sa femme Gail. Il va alors de bar en bar se saouler. Il y rencontre une de ses étudiantes, Sydney Fuller, admiratrice de Cornell, qu'il va entrainer dans sa nuit de beuverie. Le lendemain, Cornell se réveille, malade, qu'il assimile à une gueule de bois. Cependant, il procédera à un bilan au centre médical de l'université. Les résultats ne lui donnent plus que vingt-quatre à quarante-huit heures à vivre.
Persuadé dans un premier temps que Fuller l'a empoisonné, il l'enlève et se colle à son bras avec de la glu. Il tente alors de reconstituer les événements de la nuit passée dans l'espoir de découvrir qui aurait pu l'assassiner. La liste des suspects inclut aussi son épouse qui sera, elle aussi, assassinée. La police le soupçonnera de ce meurtre. Parmi les autres suspects de l'empoisonnement de Cornell : Nick Lang, dont le suicide est en réalité un meurtre, Madame Fitzwaring, Bernard, son chauffeur, et Corey un collègue jaloux.

## Fiche technique
- Titre : Mort à l'arrivée
- Titre original : D.O.A.
- Réalisation : Annabel Jankel et Rocky Morton
- Scénario : Charles Edward Pogue
- Photo : Yuri Neyman
- Musique : Chaz Jankel
- Producteurs : Ian Sander et Laura Ziskin
- Société de production : Touchstone Pictures
- Pays de production :  États-Unis
- Budget : 29 000 000 USD
- Genre : drame et néo-noir[2]
- Durée : 96 minutes
- Date de sortie : 1988

## Distribution
- Dennis Quaid (VF : Bernard Lanneau) : Dexter Cornell
- Meg Ryan (VF : Virginie Ledieu) : Sydney Fuller
- Charlotte Rampling (VF : Elle-même) : Mrs Fitzwaring
- Robert Knepper (VF : Michel Mella) : Nicholas Lang
- Christopher Neame (VF : Hervé Bellon) : Bernard
- Daniel Stern (VF : Vincent Grass) : Hal Petersham
- Jane Kaczmarek : Gail Cornell
- Robin Johnson (VF : Élisabeth Wiener) : Cookie Fitzwaring
- Brion James (VF : Georges Atlas) : Ulmer
- Jay Patterson (VF : Patrick Préjean) : Graham Corey
- Jack Kehoe (VF : Jacques Ferrière) : Détective Brockton
- Elizabeth Arlen (VF : Régine Teyssot) : Elaine Wells
- John Hawkes (VF : William Coryn) : Sloane

## Autour du film
- Le film a été un échec commercial, rapportant environ 12 706 000 $ au box-office en Amérique du Nord pour un budget de 29 000 000 $[3]. En France, il a réalisé 191 325 entrées[4].
- Il a reçu un accueil critique mitigé, recueillant 61 % de critiques positives, avec une note moyenne de 5,3/10 et sur la base de 18 critiques collectées, sur le site agrégateur de critiques Rotten Tomatoes[5].
- Le critique de cinéma Roger Ebert a donné au film trois étoiles sur quatre, le qualifiant de "thriller littéraire et plein d'esprit".
- Caryn James du New York Times l'a qualifié de "l'une des plus grandes déceptions de la saison".